# تیزبال شالیزار
تیزبال شالیزار (نام علمی: ‍‍‍‍‍‍‍‍‍Borbo cinnara) گونه ای پروانه از تیره پشیزبالان است. این گونه در سال ۱۸۸۶ توصیف علمی شد.

## نگارخانه

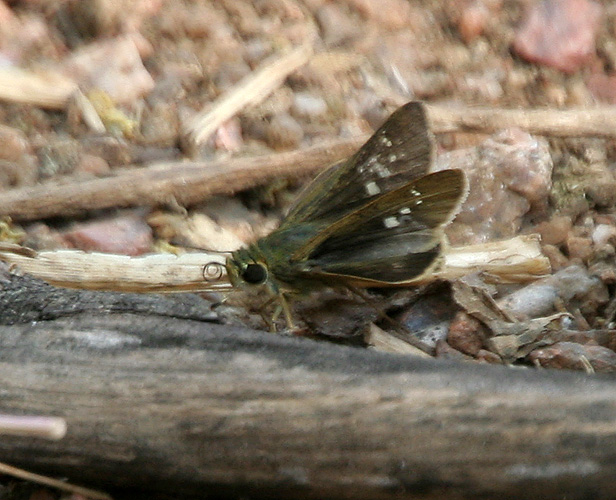
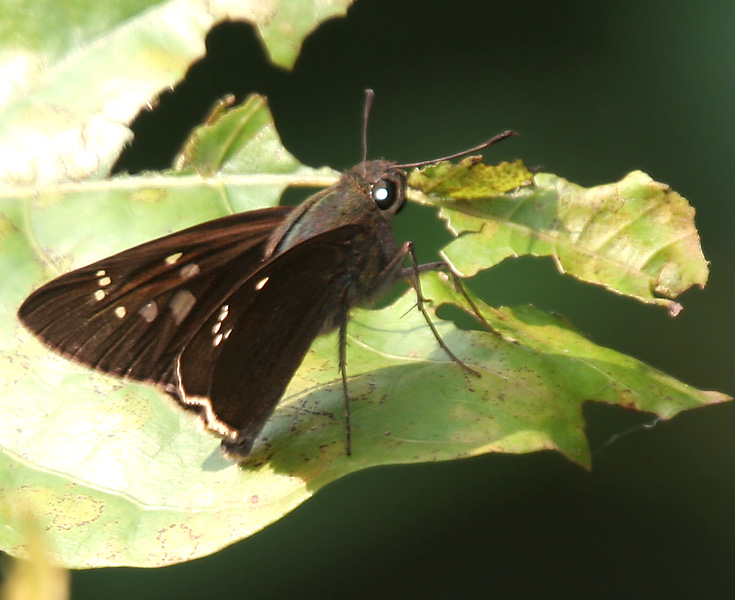
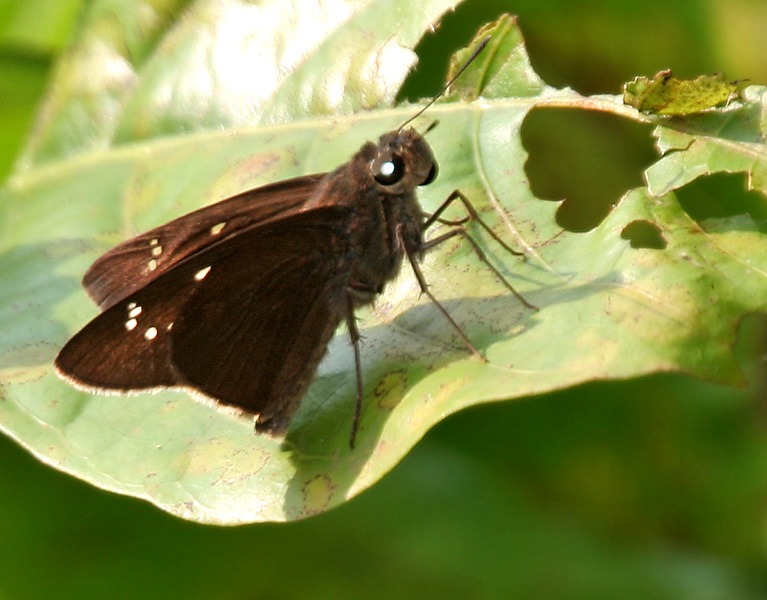